# Antoine Joux
Antoine Joux (* 1967) ist ein französischer Kryptologe.
Joux wurde 1993 an der École polytechnique (an der er seit 1986 studierte) bei Jacques Stern promoviert (La réduction des réseaux en cryptographie). Er forschte bei Stern an der École normale supérieure und war Professor an der Université de Versailles Saint-Quentin-en-Yvelines und ist Professor für Kryptologie im Labor für Kryptographie der Universität Paris VI. Außerdem ist er Ingenieur in der Firma CryptoExperts.
2013 erhielt er den Gödel-Preis für A one round protocol for tripartite Diffie-Hellman. Darin verallgemeinert er den Diffie-Hellman-Schlüsselaustausch von zwei Parteien auf beliebig viele (am Beispiel von drei Parteien) über die Weil-Paarung Elliptischer Kurven.
1998 veröffentlichte er mit Florent Chabaud einen theoretischen Kollisionsangriff auf SHA-0 und 2004 einen vollständigen Angriff. Mit Éliane Jaulmes und Frédéric Valette ist er Autor des Protokolls Randomized Message Authentication Code (RMAC).
Seit 2005 ist er beratender wissenschaftlicher Experte für das Beschaffungsamt der französischen Streitkräfte (Direction générale de l’armement). Außerdem war er in leitender Position in der Direction centrale de la sécurité des systèmes d’information der französischen Regierung.
Seit November 2022 arbeitet Joux am CISPA in Saarbrücken und an der Sorbonne in Paris.
Er ist Ritter des Ordre national du Mérite und des Ordre des Palmes Académiques.